# 박승봉
박승봉(朴勝鳳, 1871년 ~ 1933년 6월 23일)은 조선 말기의 개화파 관료이며 일제강점기에도 관료를 지냈다. 자는 중무(仲武), 호는 산농(汕農), 본관은 반남이며 본적은 경성부 계동이다.

## 가족관계
- 증조부 : 박주수(朴周壽)
  - 조부 : 박제인(朴齊寅)
    - 부 : 박희양(朴喜陽)

## 생애
순조의 외가인 반남 박씨 가문에서 태어났다. 순조의 외할아버지인 박준원의 5대손으로, 승지 벼슬을 지낸 박희양의 아들이다.
1895년 법무아문에서 관직을 시작하여 견미사절단의 일원으로 미국에 건너갔다. 그는 미국에서 주미공사관의 외교관으로 3년간 머물면서 개화 사상을 받아들었고, 귀국 후에는 개화 관료로 활동했다.
1904년 이상설과 함께 일제의 황무지 개척권 요구에 대한 반대 상소를 올린 사실이 있으며, 1907년 평안북도 관찰사에 임명되었다. 당시 평안도는 개신교 계열의 계몽 운동이 활발하던 지역이었다. 그는 정주군의 유력한 기독교계 인사인 이승훈을 알게 되어 이상재와도 교류하면서 기독교 신앙에 입문했다.
처음에는 독립협회 출신들이 많이 출석한 연동교회에 나가다가 1909년 유길준의 동생으로 역시 연동교회에 다니던 유성준과 함께 안동교회를 설립하고 초대 장로에 취임했다. 서울 중심부인 북촌에 세운 안동교회는 그와 같이 양반 명문가 출신으로서 개신교에 입문한 사람들이 주로 출석하게 되었다.
1908년에는 기호학교를 설립하였고 이상재와 함께 조선기독교청년회연합회에도 참여하여 1913년 이사에 선출되었다. 1919년 이승훈의 주도로 기독교 인사들이 대거 가담한 3·1 운동 기획에 참여했고, 1921년 기독교 출판사인 광문사를 윤치호, 이상재, 이승훈과 함께 설립했으며, 1922년 조선민립대학기성회에도 참가하여 전형적인 개량주의적 구국 계몽 운동의 길을 걸었다.
1910년 한일 병합 조약 체결후 일제가 설치한 식민 통치 자문 기구 조선총독부 중추원의 찬의가 되었으며, 1921년 중추원 개편 후에는 참의직에 임명되었고 함경남도와 평안남도의 참여관도 지냈다.

## 사후
박승봉과 함께 활동한 인물들 가운데 일제와 적당히 타협하여 식민 통치에 협조한 신흥우, 윤치호, 유성준 등은 결국 친일 인물로 평가 받고 있으며, 끝까지 협조하지 않은 이상재와 이승훈은 독립 운동가로 평가 받고 있다.
2002년 민족정기를 세우는 국회의원모임이 발표한 친일파 708인 명단과 2008년 민족문제연구소에서 친일인명사전에 수록하기 위해 정리한 친일인명사전 수록예정자 명단에 모두 선정되었다. 2007년 대한민국 친일반민족행위진상규명위원회가 발표한 친일반민족행위 195인 명단에도 들어 있다.

## 같이 보기
- 조선총독부 중추원
- 안동교회
- 조선기독교청년회연합회

## 참고 자료
- 친일반민족행위진상규명위원회 (2007년 12월). 〈박승봉〉 (PDF). 《2007년도 조사보고서 II - 친일반민족행위결정이유서》. 서울. 616~624쪽쪽. 발간등록번호 11-1560010-0000002-10. [깨진 링크(과거 내용 찾기)]
- 안동교회 역사편찬위원회 (2001년 8월). http://www.andong-ch.org/upload/main/90history.pdf |장url=은 제목을 필요로 함 (도움말) (PDF). 《안동교회 90년사》. 서울: 안동교회.